# 婭塞明·居維利
亞塞明·居維利（土耳其語：Yasemin Güveli，1999年1月5日—），土耳其女子排球運動員，位置為中間手。現時效力於土超豪門球隊加拉塔薩雷女排俱樂部。
居維利在2018年開始成為土耳其國家女子排球隊一員。她代表土耳其在出戰2018年世界女排聯賽奪得銀牌。

## 獎項

### 國家隊
- 2018年世界女排聯賽： - 銀牌